# Турбат (Казахстан)
Турба́т (каз. Тұрбат) — село у складі Казигуртського району Туркестанської області Казахстану. Адміністративний центр Турбатського сільського округу.
Населення — 4348 осіб (2021; 4196 у 2009, 3419 у 1999, 4525 у 1989).